# Белаш Олена Леонідівна
Оле́на Леоні́дівна Бела́ш — українська вчителька, відмінник освіти України, заслужений вчитель України.

## Життєпис
1958 року закінчила Кам'янець-Подільське педагогічне училище, почала роботу в Хмельницькій школі № 10. 1964 року заочно з відзнакою закінчила математичний факультет Львівського університету.
У школі № 10 працювала вчителем початкових класів, математики, заступником директора з навчально-виховної роботи (1-4 класи), директором, вчителем математики та інформатики НВК № 10, згодом очолювала міське методичне об'єднання вчителів інформатики.
Була визнана переможцем міського етапу та лауреатом обласного етапу конкурсу фахової майстерності «Вчитель року» — у номінаціях математика та інформатика. Кабінету інформатики НВК № 10 за її керівництва було присвоєно звання «Зразковий кабінет».
Статті Олени Белаш друкувались у фахових журналах «Інформатика в школі», «Математика в школі», «Педагогічний вісник», в газетах «Інформатика» й «Математика».
Є авторкою кількох методичних посібників з інформатики та математики. Досвід роботи Олени Белаш узагальнено та внесено до обласної картотеки передового педагогічного досвіду вчителів — при Хмельницькому обласному інституті післядипломної педагогічної освіти.
Їх вихованці ставали переможцями та призерами конкурсів з інформатики та математики у Хмельницькому та за його межами, у Міжнародному інтерактивному математичному конкурсі «Кенгуру».
Долучилася до відкриття секції інформатики Хмельницького територіального відділення учнівського наукового товариства Малої Академії наук України — діє з 1985 року.
Олені Белаш присвоєні звання «Вчитель-методист», «Відмінник освіти України», «Заслужений вчитель України». Почесний громадянин Хмельницького, нагороджена Почесними грамотами Міністерства освіти і науки України, грамотами міського та обласного управління освіти, грамотами виконавчого комітету міської ради.